# العلاقات الباربادوسية التوفالية
العلاقات الباربادوسية التوفالية هي العلاقات الثنائية التي تجمع بين باربادوس وتوفالو.

## مقارنة بين البلدين
هذه مقارنة عامة ومرجعية للدولتين:
| وجه المقارنة                                              | باربادوس       | توفالو                         |
| --------------------------------------------------------- | -------------- | ------------------------------ |
| المساحة (كم2)                                             | 439            | 26                             |
| عدد السكان (نسمة)                                         | 285.72 ألف     | 11.19 ألف                      |
| الكثافة السكانية (ن./كم²)                                 | 65.08 ألف      | 43.04 ألف                      |
| العاصمة                                                   | بريدج تاون     | فونافوتي                       |
| اللغة الرسمية                                             | لغة إنجليزية   | اللغة التوفالوية، لغة إنجليزية |
| العملة                                                    | دولار بربادوسي | دولار توفالو                   |
| الناتج المحلي الإجمالي (بليون دولار)                      | 4.80 مليار     | 39.73 مليون                    |
| الناتج المحلي الإجمالي (تعادل القوة الشرائية) بليون دولار | 4.66 مليار     | 38.93 مليون                    |
| الناتج المحلي الإجمالي الاسمي للفرد دولار أمريكي          | 15.43 ألف      | 3.29 ألف                       |
| الناتج المحلي الإجمالي للفرد دولار أمريكي                 | 16.06 ألف      | 3.77 ألف                       |
| مؤشر التنمية البشرية                                      | 0.795          |                                |
| رمز المكالمات الدولي                                      | +1246          | +688                           |
| رمز الإنترنت                                              | .bb            | .tv                            |
| المنطقة الزمنية                                           | 00             | ت ع م+12:00                    |

## منظمات دولية مشتركة
يشترك البلدان في عضوية مجموعة من المنظمات الدولية، منها:
| علم المنظمة | اسم المنظمة                                 | تاريخ انضمام باربادوس | تاريخ انضمام توفالو |
| ----------- | ------------------------------------------- | --------------------- | ------------------- |
|             | مجموعة دول أفريقيا والكاريبي والمحيط الهادئ | ?                     | ?                   |
|             | منظمة حظر الأسلحة الكيميائية                | ?                     | ?                   |
|             | تحالف الدول الجزرية الصغيرة                 | ?                     | ?                   |
|             | الأمم المتحدة                               | 9 ديسمبر 1966         | 5 سبتمبر 2000       |
|             | دول الكومنولث                               | ?                     | ?                   |
|             | يونسكو                                      | 24 أكتوبر 1968        | 21 أكتوبر 1991      |
|             | مؤسسة التنمية الدولية                       | 29 سبتمبر 1999        | 24 يونيو 2010       |
|             | البنك الدولي للإنشاء والتعمير               | 12 سبتمبر 1974        | 24 يونيو 2010       |
|             | الاتحاد البريدي العالمي                     | ?                     | ?                   |
|             | الاتحاد الدولي للاتصالات                    | 16 أغسطس 1967         | 15 أغسطس 1996       |

## وصلات خارجية
- موقع وزارة الخارجية الباربادوسية